# Distrikt Huallaga
Der Distrikt Huallaga liegt in der Provinz Bellavista in der Region San Martín in Nordzentral-Peru. Der Distrikt wurde am 19. März 1965 gegründet. Er hat eine Fläche von 258 km². Beim Zensus 2017 lebten 2756 Einwohner im Distrikt. Im Jahr 1993 lag die Einwohnerzahl bei 2190, im Jahr 2007 bei 2803. Sitz der Distriktverwaltung ist die 261 m hoch gelegene Ortschaft Ledoy mit 1027 Einwohnern. Ledoy befindet sich 10 km südwestlich der Provinzhauptstadt Bellavista.

## Geographische Lage
Der Distrikt Huallaga liegt im äußersten Westen der Provinz Bellavista. Er erstreckt sich entlang dem Ostufer des Río Cuñumbuza bis zu dessen Mündung in den Río Huallaga. Er besitzt eine Längsausdehnung in Nord-Süd-Richtung von etwa 50 km.
Der Distrikt Huallaga grenzt im Westen an den Distrikt Pajarillo (Provinz Mariscal Cáceres), im Norden an die Distrikte Tingo de Saposoa (Provinz Huallaga) und Distrikt Bellavista (Provinz Bellavista) sowie im Osten und im Süden an den Distrikt Bajo Biavo.

## Ortschaften
Im Distrikt gibt es neben dem Hauptort folgende größere Ortschaften:
- Aucaraca (1071 Einwohner)